# فيافيردي دي غواداليمار
بلدية فيافيردي دي غواداليمار (بالإسبانية: Villaverde de Guadalimar) هي بلدية تقع في مقاطعة البسيط التابعة لمنطقة كاستيا لا مانتشا وسط إسبانيا.

## الديموغرافيا
بلغ عدد سكان بلدية فيافيردي دي غواداليمار 417 نسمة عام 2011 (وفقاً للمعهد الوطني الإسباني للإحصاء).
| 570 | 543 | 502 | 450 | 431 | 424 | 417 |